# Višňové (Znojmói járás)
Višňové település Csehországban, a Znojmói járásban. Višňové Trstěnice, Horní Dunajovice, Mikulovice, Medlice és Křepice településekkel határos. Lakosainak száma 1055 fő (2024. január 1.).

## Népesség
A település lakosságának változását az alábbi diagram mutatja:
| Lakosok száma | 717  | 884  | 1083 | 1069 | 1031 | 1083 | 1086 | 1074 | 1076 | 1055 |
|               | 1869 | 1900 | 1921 | 1961 | 1980 | 2011 | 2016 | 2019 | 2021 | 2024 |